# Eloeophila pusilla
Eloeophila pusilla är en tvåvingeart som först beskrevs av Carl Ernst Otto Kuntze 1920.  Eloeophila pusilla ingår i släktet Eloeophila och familjen småharkrankar. Inga underarter finns listade i Catalogue of Life.